# Фантазия и фуга соль минор (BWV 542)
Фантазия и фуга соль минор, BWV 542 ― одно из органных сочинений, написанное Иоганном Себастьяном Бахом во время его пребывания в Веймаре в качестве придворного органиста (1708-1717). 
Особенностью этого малого полифонического цикла является взаимный обмен композиторскими техниками между частями произведения (имитационные заимствуются фантазией, импровизационные ― репризой фуги). 
Размер произведения ― 4/4.

## Фантазия
Фантазия состоит из двух разделов.
- Первый раздел ― свободно-импровизационный. Начинается с патетических фигураций, украшенных трелями и мордентами. Протяжённость раздела ― 8 с половиной тактов.

- Второй раздел ― имитационный, основанный на имитации темы, заимствованной из протестантского хорала.

В развитии темы первого и второго разделов переплетаются, образуя мелодическую ткань, основанную на смешанном гомофонно-полифоническом складе построения фактуры.

## Фуга
Фуга является четырёхголосной.
Фуга написана в том же размере, что и фантазия, но её тема более подвижная, построена на секвенции, каждое звено которой отделено скачком в октаву.
В разработке развитие музыкального материала происходит только в голосах, исполняемых на мануалах.